# محوطه برج میر گل
محوطه برج میر گل مربوط به سده‌های میانه دوران‌های تاریخی پس از اسلام است و در بخش قرقری شهرستان هیرمند  روستای برج میرگل واقع شده و این اثر در تاریخ ۱۲ بهمن ۱۳۸۱ با شمارهٔ ثبت ۷۲۵۳ به‌عنوان یکی از آثار ملی ایران به ثبت رسیده است.